# Wolfgang Kram
Wolfgang Kram (* 9. August 1941) ist ein deutscher Basketballfunktionär.

## Leben
Kram gründete in den 1960er Jahren in Trier die Wirtschaftsprüfungs- und Steuerberatungskanzlei „Kram & Partner“.
Ab Mitte der 1980er Jahre engagierte sich Kram im Vorstand der TVG Trier, er wurde Leiter der Basketballabteilung, die später aus dem Gesamtverein ausgegliedert wurde, und hatte dieses Amt bis 1995 inne.
Im September 1991 trat Kram das Amt des Präsidenten der Arbeitsgemeinschaft (AG) Basketball-Bundesliga an, er war Vorsitzender des Lizenzligaausschusses der Basketball-Bundesliga und ab Oktober 1997 Aufsichtsratsvorsitzender der Basketball-Bundesliga GmbH. Am 20. November 1999 gehörte Kram zu den Unterzeichnern des Vertrags zwischen dem Deutschen Basketball-Bund (DBB) sowie der Basketball-Bundesliga, mit dem der DBB seine Vermarktungs- und Veranstaltungsrechte an die Liga abtrat, die damit größere Eigenständigkeit erlangte. In Krams Amtszeit als Präsident der AG Basketball-Bundesliga fielen eine deutliche Steigerung der Wirtschaftskraft der Bundesligisten sowie ein Zuwachs bei den Zuschauerzahlen und die Festlegung von Mindestanforderungen für die Ligateilnehmer wie eine Spielstätte mit mindestens 3000 Zuschauerplätzen, die Pflicht, die Spiele auf einem Parkettboden auszutragen und über einen Mannschaftshaushalt von mindestens einer Million Euro zu verfügen. Kram führte für die Bundesliga gemeinsam mit Otto Reintjes die Verhandlungen mit der Kirch-Gruppe, an deren Ende der Einstieg von Sat.1 und des DSF in die Basketball-Berichterstattung stand.
Kram schied 2006 als Präsident der Arbeitsgemeinschaft (AG) Basketball-Bundesliga aus dem Amt. Anschließend wurde er zum Ehrenpräsidenten der AG ernannt. Nach Einschätzung Jan Pommers, dem ehemaligen Bundesliga-Geschäftsführer, hat Kram als „kreativer Denker“ „maßgeblich an der Professionalisierung und Popularisierung der Liga mitgewirkt“.